# Czaplinek
Czaplinek este un oraș în Polonia.